# La Rochelle
La Rochelle je přístavní město v západní Francii na pobřeží Atlantského oceánu v Biskajském zálivu. Je hlavním městem departmentu Charente-Maritime a metropolí historické provincie Aunis. Přístav je přirozeně chráněn bariérou ostrovů Ré, Oléron, Aix a Madame. S ostrovem Ré je město spojeno od 19. května 1988 nejdelším mostem ve Francii.

## Historie

### Starověk
Ve starověku byla oblast La Rochelle součástí Galie. Římané poté tuto oblast obsadili a začali zde produkovat sůl a víno, jež následně rozváželi po celé říši. Z této doby se dochovaly římské domy a nádrže na výrobu soli odpařováním mořské vody.

### Středověk

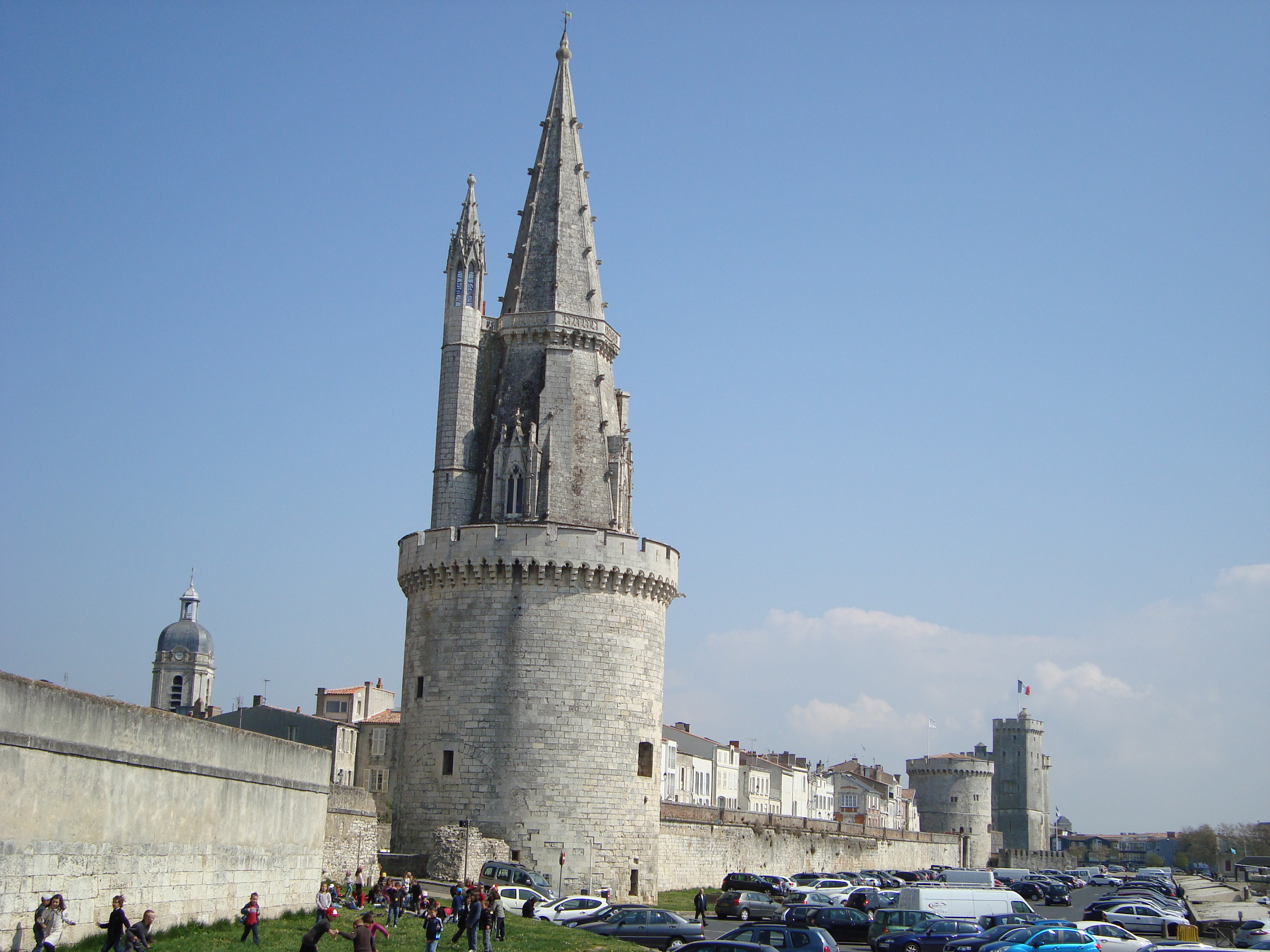
věž Tour de la Lantern

Prvním předchůdcem dnešního města byla vesnice Cougnes, o jejímž původu není mnoho známo. V 9. století v důsledku rozšiřování Cougnes vzniklo rybářské město Rupelle (Malá skála), od něhož je odvozen název La Rochelle. Samotná La Rochelle byla založena v 10. století, když této obci roku 961 Vilém IV. Akvitánský udělil městská a přístavní práva. Již ve 12. století se město stalo významným přístavem. 1130 byla La Rochelle obehnána hradbami a 1137 byla potvrzena Ludvíkem VII. jako svobodný přístav. To učinilo z La Rochelle největší přístav na Atlantském pobřeží a na následná tři století zajistilo městu prosperitu také díky vínům z nedalekého Cognacu. Roku 1154 byla La Rochelle anglickou provincií. Došlo k tomu poté, co se Eleonora Akvitánská, majitelka rozsáhlých území zahrnujících i La Rochelle, provdala za anglického krále Jindřicha II., poté co se o dva roky dříve nechala rozvést s králem francouzským Ludvíkem VII. Okolo města byly mezi lety 1160 a 1170 postaveny na obranu nové hradby, ke konci století rozšířeny ještě o hrad Vauclair. Za zachování loajality ke králi během anglické revolty byla La Rochelle odměna roku 1199 osvobozením od daní a rozšířením politických a soudních pravomocí. Na jejich základě proběhla ve městě první volba starosty v celé francouzské historii.

### Novověk
Na počátku 17. století bylo město důležitou hugenotskou pevností a stále se pyšnilo velkou mírou nezávislosti na centrální vládě. Ve 20. letech 17. století se dvakrát účastnilo protivládního povstání. Proto dal francouzský král Ludvík XIII. v roce 1627 příkaz k jeho obléhání. V říjnu 1628 bylo vyhladovělé město dobyto a jeho obyvatelé poté přišli o veškerá privilegia. Během obléhání zahynulo hlady a v důsledku nemocí 22 000 obyvatel La Rochelle.

### Ponorková základna
Za druhé světové války se v tomto městě se také nacházela jedna z ponorkových základen německého námořnictva Kriegsmarine.

## Geografie a podnebí

### Umístění

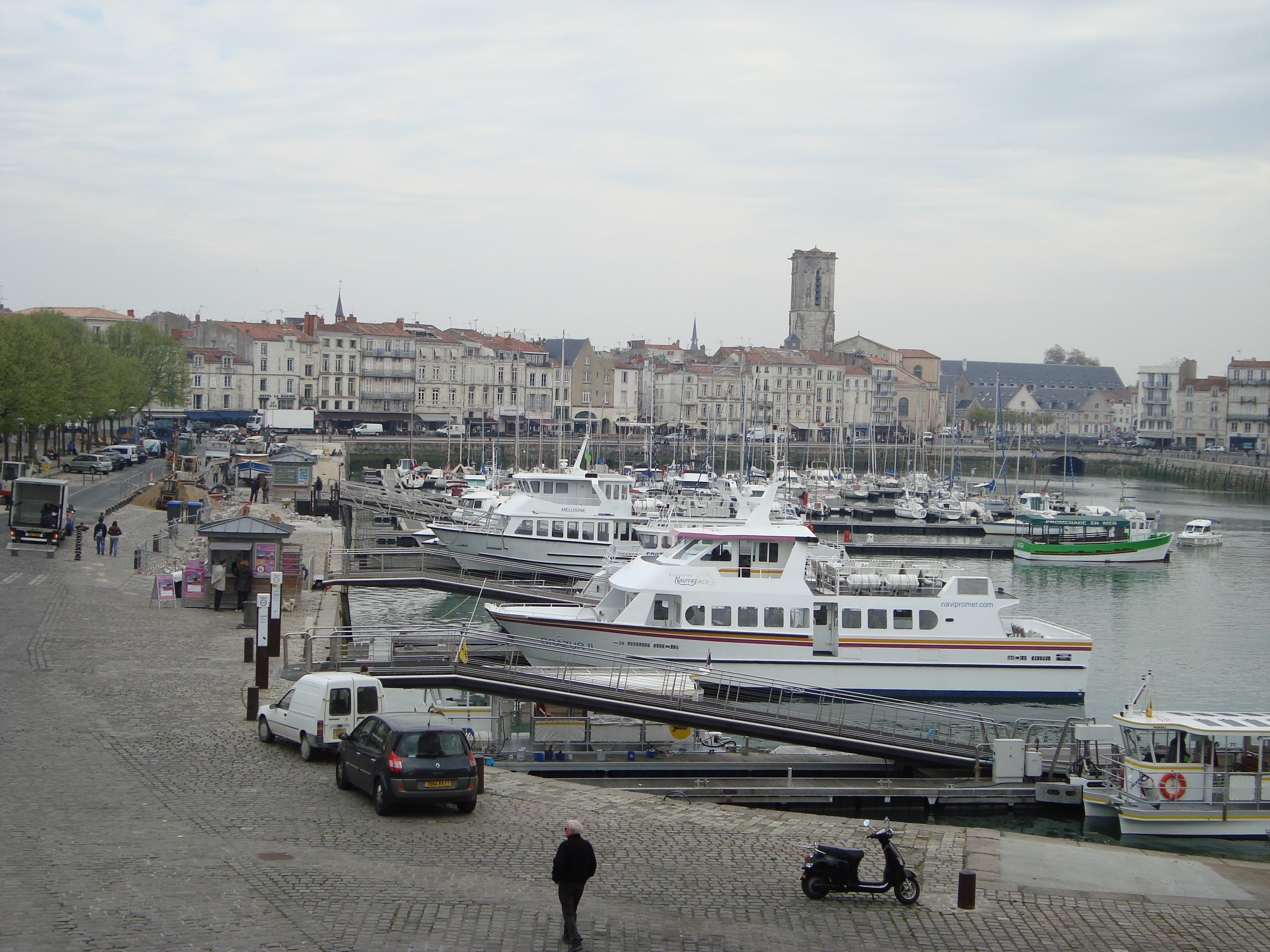
Starý přístav

La Rochelle se nachází na západním pobřeží Francie. Je vzdáleno 187 km severně od Bordeaux, 147 km jižně od Nantes, 143 km západně od Poitiers a 472 km na jihozápad od Paříže.

### Geologie
Charente-Maritime se rozkládá na vápencovém podloží vzniklém v období Jury (asi před 160 mil. lety). V té době byla tato oblast mořským dnem. V teplých obdobích zde dno vznikalo nahromaděním malých mořských organismů, která zde zkameněly. Dodnes jsou zde k nalezení spousty těchto zkamenělin. Na ty se v chladnějších obdobích vázaly vrstvy zejména písku a bahna. Takto vznikly nynější vápencové útesy, které jsou díky své kvalitě hojně využívány v místním stavebnictví.

### Topografie
Celá oblast okolo La Rochelle je na rozlehlé náhorní plošině jejíž průměrná nadmořská výška je čtyři metry. Terén je otevřený s výškovým rozsahem 0–28 m n. m. a s prakticky žádnými větrnými překážkami.

### Vodopis
Hloubka vody je při přílivu asi 4 metry. Mořské proudy mají v zálivu rychlost 2–4 km/h. V okolí přístavu žijí různí mořští živočichové, jako např. delfín skákavý, tuleň šedý, mořské želvy a medúzy.

### Podnebí
I když je La Rochelle na stejné zeměpisné šířce jako třeba Kanadský Montreal nebo Ruské Kurilské ostrovy, je tamní počasí teplé po celý rok. Je to zejména v důsledku proudění Golfského proudu a intenzivního slunečního záření, jehož síla je srovnatelná s Azurovým pobřežím.
| Měsíc                  | Leden | Únor | Březen | Duben | Květen | Červen | Červenec | Srpen | Září | Říjen | Listopad | Prosinec | Rok   |
| Minimální teploty (°C) | 3.4   | 4.0  | 5.4    | 7.4   | 10.7   | 13.7   | 15.8     | 15.7  | 13.7 | 10.5  | 6.3      | 3.9      | 9.2   |
| Maximální teploty (°C) | 8.5   | 9.9  | 12.1   | 14.7  | 17.9   | 21.3   | 23.8     | 23.5  | 21.8 | 18.0  | 12.6     | 9.2      | 16.1  |
| Průměrné teploty (°C)  | 5.9   | 6.9  | 8.7    | 11.1  | 14.3   | 17.5   | 19.8     | 19.6  | 17.8 | 14.2  | 9.4      | 6.6      | 12.7  |
| Sluneční svit (h)      | 84    | 111  | 174    | 212   | 239    | 272    | 305      | 277   | 218  | 167   | 107      | 85       | 2250  |
| Srážky (mm)            | 82.5  | 66.1 | 57.0   | 52.7  | 61.1   | 42.9   | 35.1     | 46.4  | 56.5 | 81.6  | 91.8     | 81.8     | 755.3 |

## Město a památky
Historická část města leží v oblasti starého přístavu, ve střední části La Rochelle. Hlavní centrum se nachází v okolí ulice Cours des Dames. Dominantními stavbami jsou dvě věže chránící vstup do nejstarší části přístavu, západní Tour de la Chaine z let 1382–1390 a naproti ní stojící Tour St-Nicholas z let 1345–1376. Západně od nich se nachází třetí věž Tour de la Lantern, počátek výstavby byl v roce 1209, dokončená však byla až v druhé polovině 15. století. V severní části přístavu najdeme čtvrtou věž a městskou bránu Tour de la Grosse Horloge se zvonem a hodinami, která odděluje starý přístav od další části historického města. Byla vystavěná již na počátku 12. století, následně upravována a dokončena v roce 1744. Ve východní části přístavu stojí kostel Saint-Sauveur z konce 17. století. Za budovou kostela se nachází radnice Hotel Ville La Rochelle, renesanční stavba vystavěná na konci 15. století, dokončená v 16. století a na konci 19. století upravovaná. Katedrála Saint-Louis se nachází na největším náměstí starého města, na Place de Verdun. Klasicistní stavba pochází z let 1742 až 1857.
V La Rochelle najdeme dvě muzea. Přírodovědné Musée d'Histoire Naturelle a Musée du Nouveau Monde, které mapuje vztah města s nově objevenou Amerikou – vzájemné obchodování, plavby, emigraci. Jihozápadně od starého přístavu leží nový jachtařský přístav, na atlantickém pobřeží největší ve Francii.

### Galerie

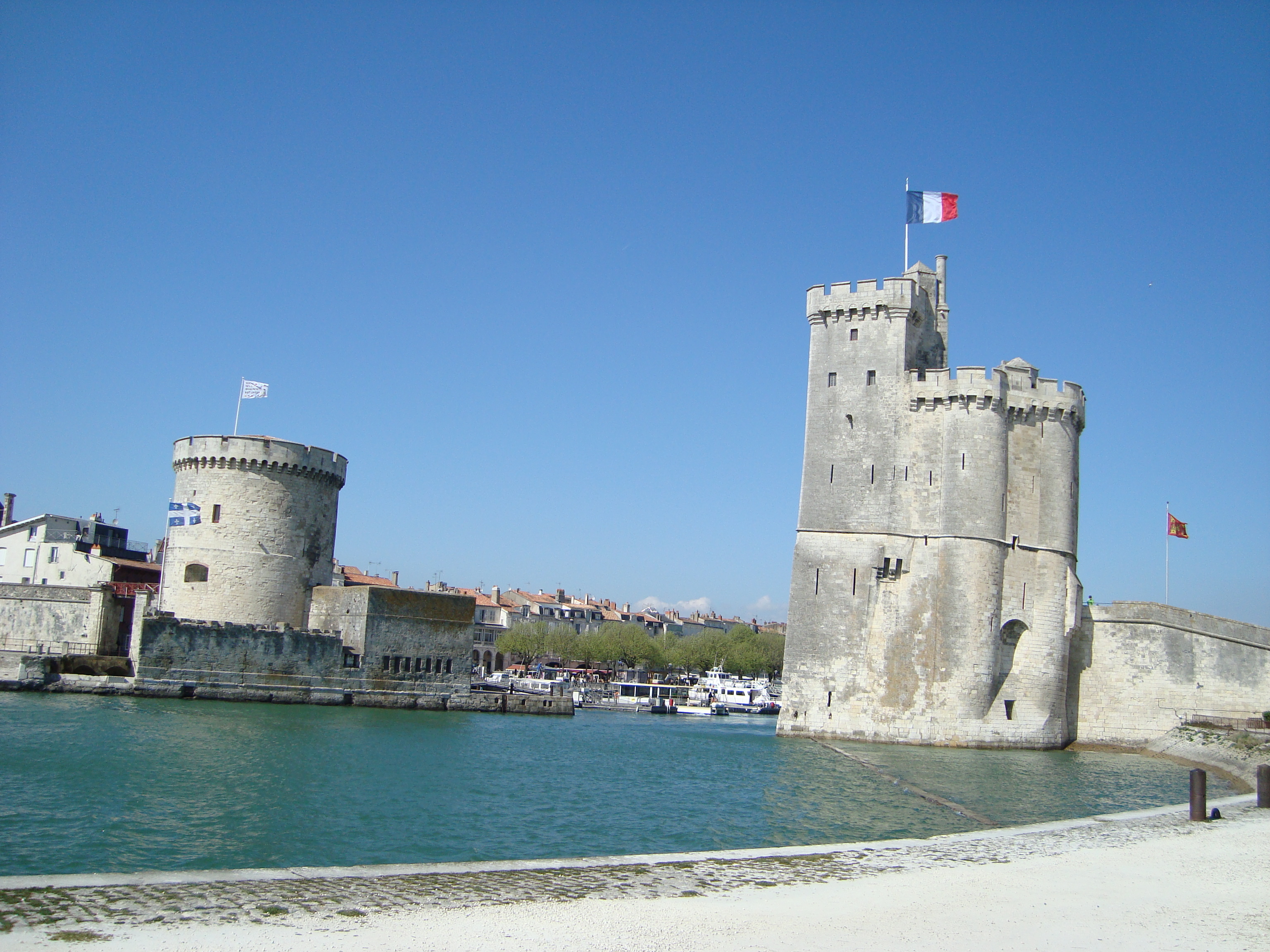
věže Tour de la Chaîne a Tour St-Nicholas
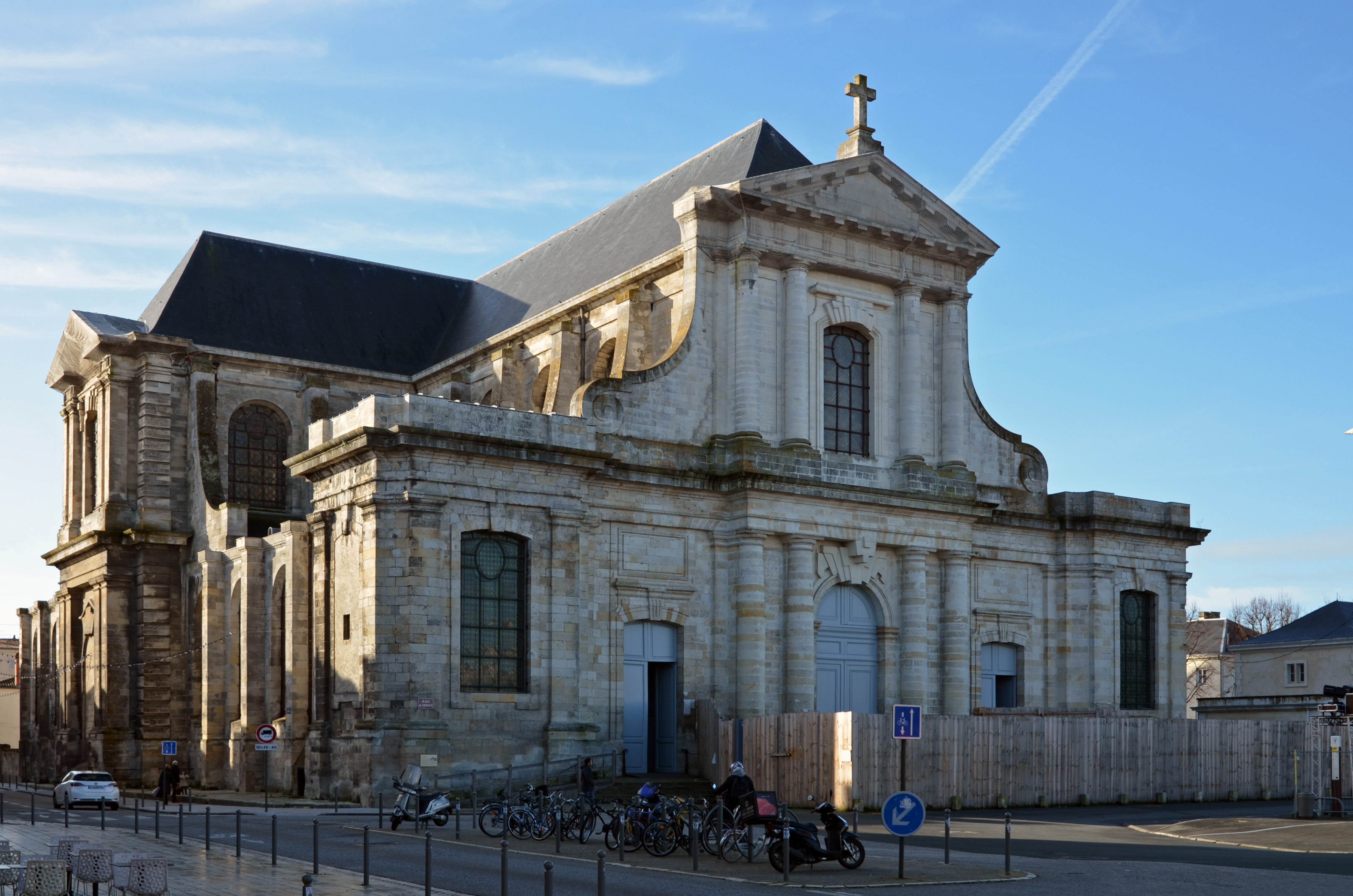
katedrála St Louis
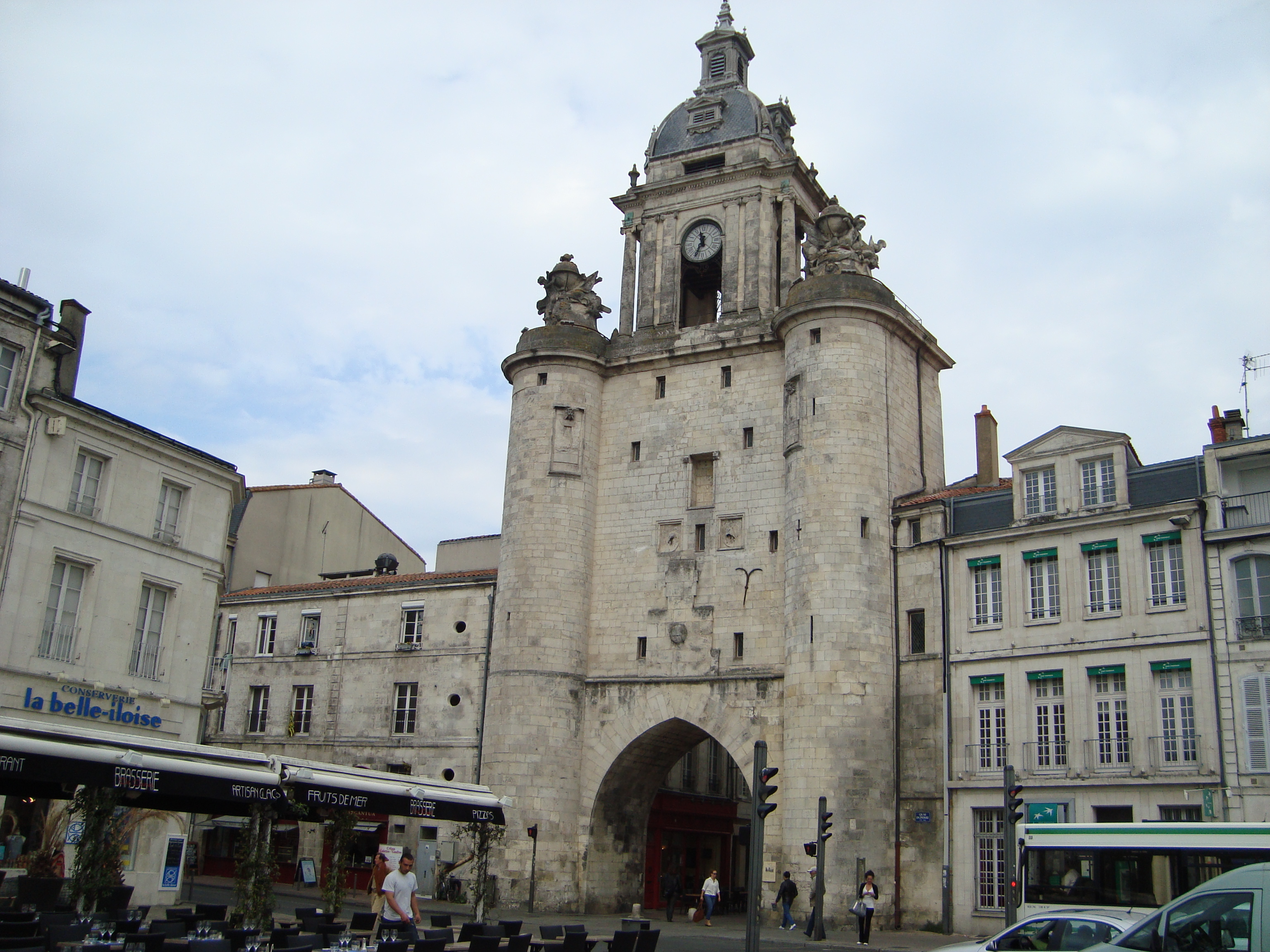
věž Tour de la Grosse Horloge
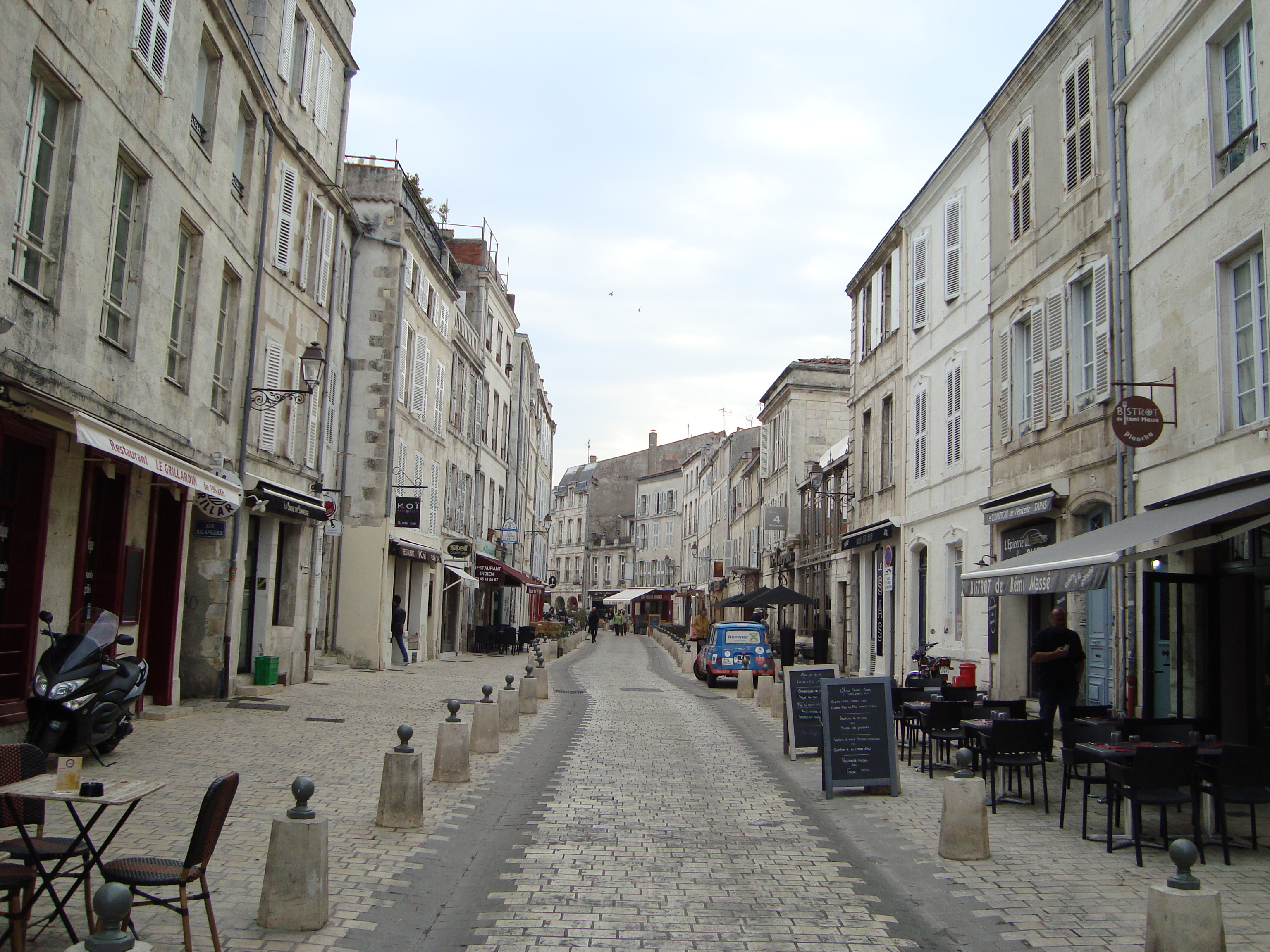
ulice Rue St Jean du Pérot
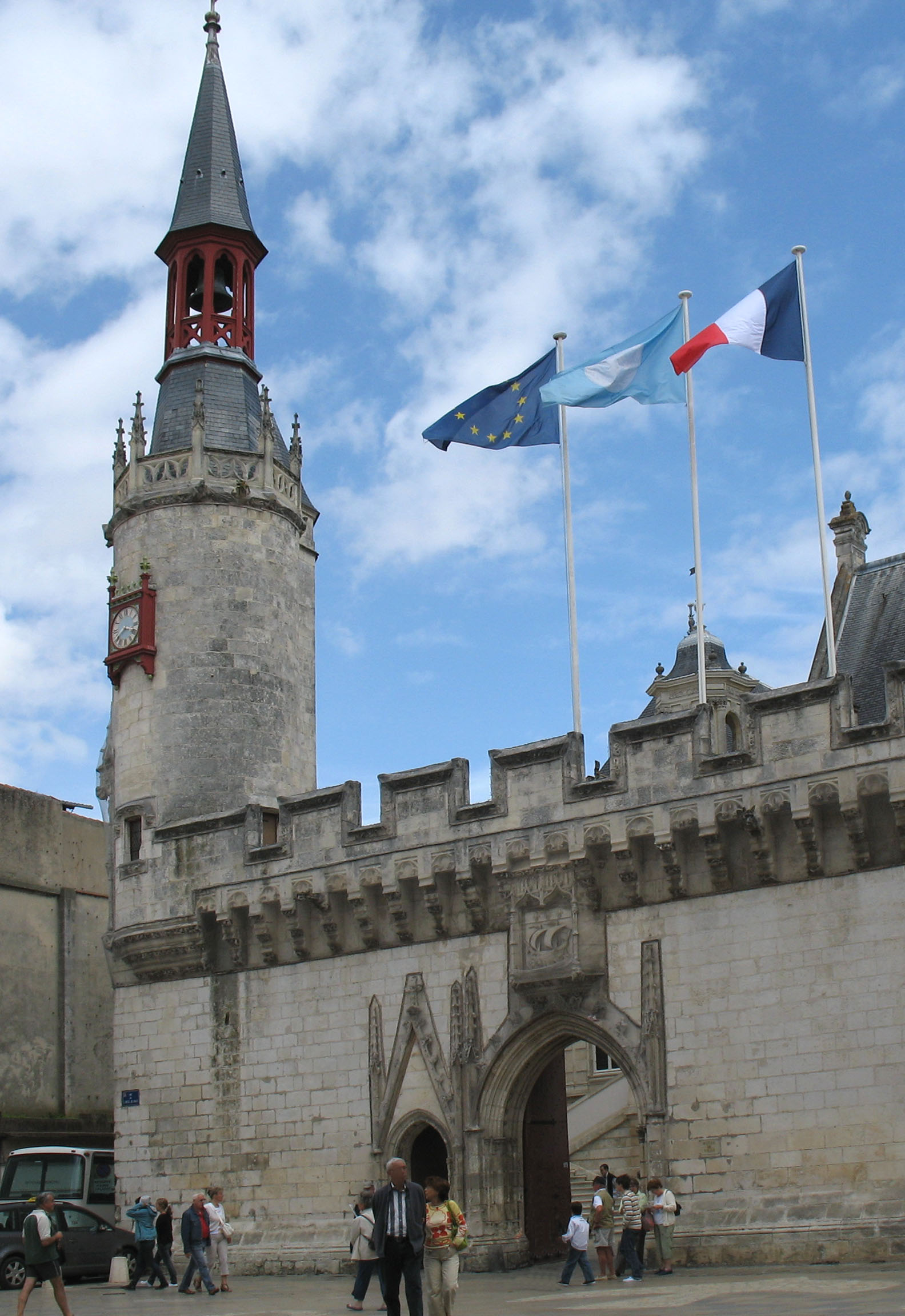
radnice Hotel Ville La Rochelle
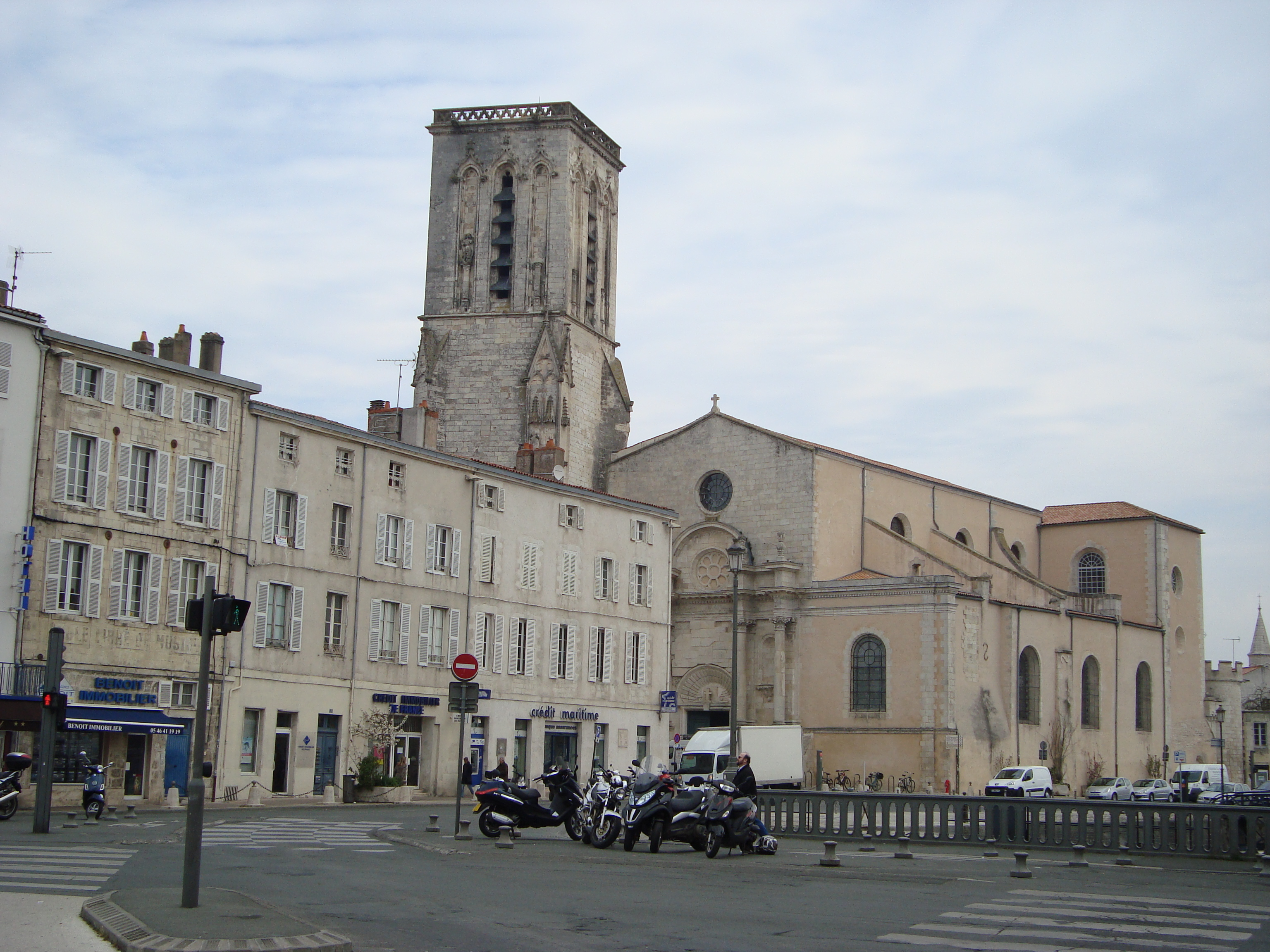
kostel Saint-Sauveur
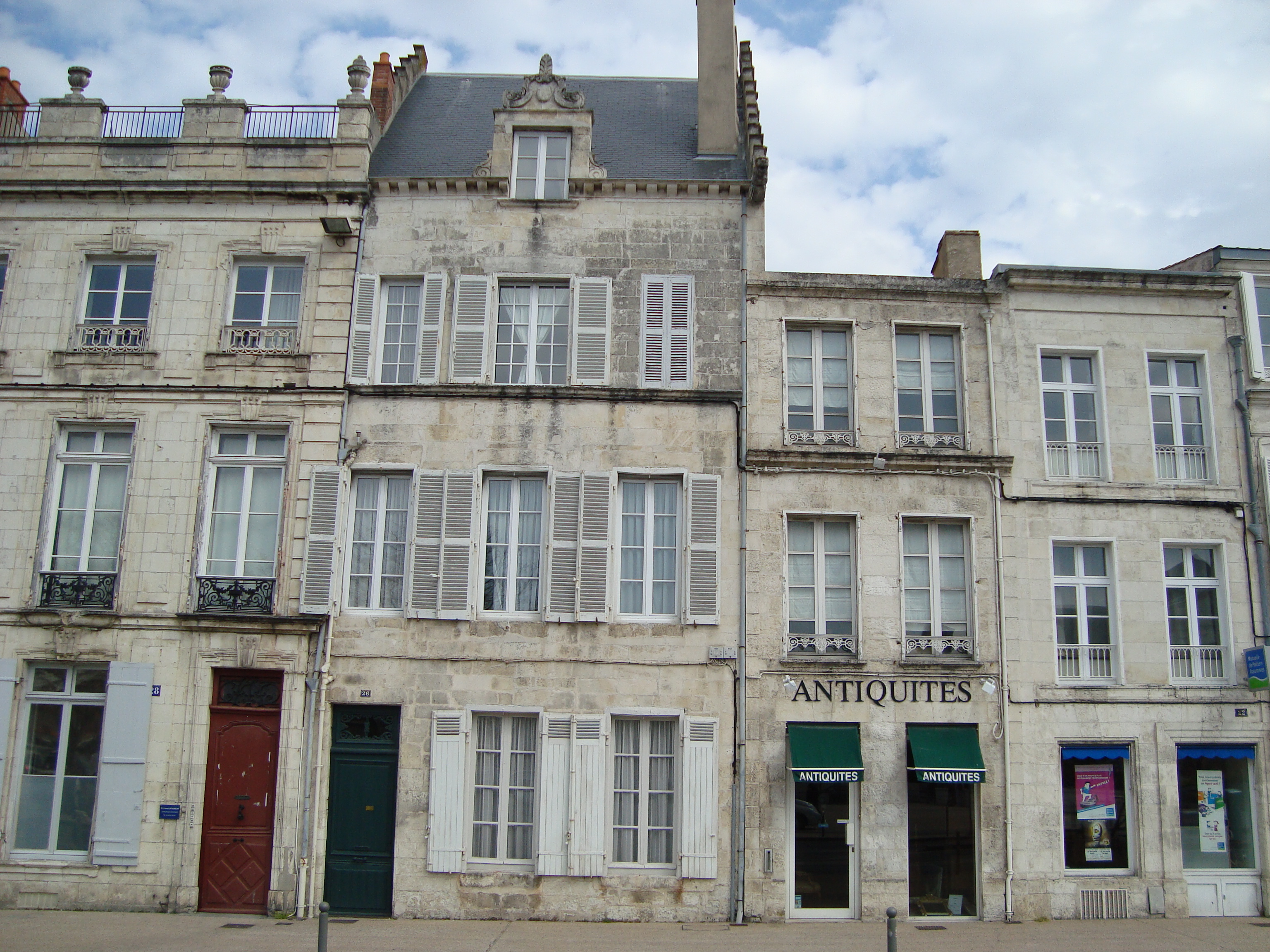
domy na Place du Verdun

## Demografie
| 1821   | 1831   | 1836   | 1841   | 1846   | 1851   | 1856   | 1861   |
| 12,327 | 14,629 | 14,857 | 16,720 | 17,465 | 16,507 | 16,175 | 18,904 |
| 1866   | 1872   | 1876   | 1881   | 1886   | 1891   | 1896   | 1901   |
| 18,710 | 19,506 | 19,583 | 22,464 | 23,829 | 26,808 | 28,376 | 31,559 |
| 1906   | 1911   | 1921   | 1926   | 1931   | 1936   | 1945   | 1954   |
| 33,858 | 36,371 | 39,770 | 41,521 | 45,043 | 47,737 | 48,923 | 58,799 |
| 1962   | 1968   | 1975   | 1982   | 1990   | 1999   | 2004   |        |
| 66,590 | 73,347 | 75,367 | 75,840 | 71,094 | 76,584 | 78,000 |        |

## Osobnosti města

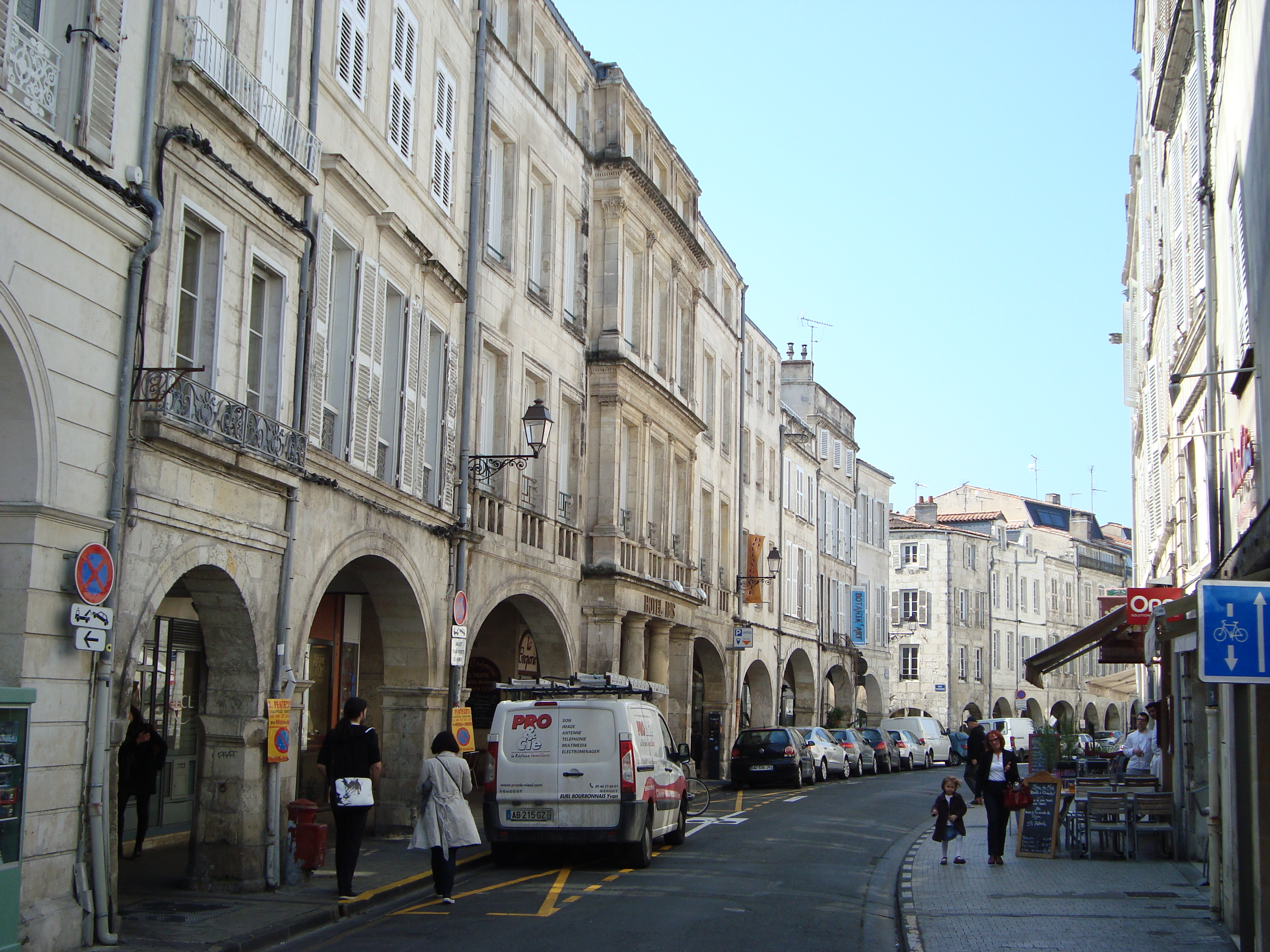
Ulice v centru města

- Jean Guiton (1585–1654), politik, obchodník a námořní velitel, jako starosta stál v čele La Rochelle během jeho obléhání v roce 1628
- Louis Raduit de Souches (1608–1682), jeden z nejschopnějších vojevůdců třicetileté války
- René Antoine Ferchault de Réaumur (1683–1757), vědec
- Francois de Beauharnais (1756–1846), šlechtic, švagr Josefíny de Beauharnais, pozdější francouzské císařovny
- Jacques Nicolas Billaud-Varenne (1756–1819), revolucionář; hlavní viník zářijového masakru (1792)
- Victor Guy Duperré (1775–1846), admirál
- Eugène Fromentin (1820–1876), romantický malíř a spisovatel
- William Adolphe Bouguereau (1825–1905), malíř období realismu
- Jean-Loup Chrétien (* 1938), pilot, první francouzský kosmonaut z letů kosmických lodí Sojuz i raketoplánu

## Partnerská města
- Akko, Izrael, 1972
- Essaouira, Maroko, 1999
- Lübeck, Německo, 1988
- New Rochelle, New York, USA, 1910
- Santiago de Figueiró, Portugalsko, 2003
- Petrozavodsk, Rusko, 1973